# Szokolai Péter
Szokolai Péter (Kecskemét, 1968. október 18. – 2020. október 2.)  magyar színész.

## Életpályája
Szülővárosában a Kodály Iskolába járt, majd a Kecskeméti Tanítóképző Főiskola hallgatója volt. 1989-ben végzett a Gór Nagy Mária vezette színitanodában, vizsgaelőadásait Benedek Miklós rendezte. 1990 és 1993 között a budapesti Játékszínben játszott, 1994-től a kecskeméti Katona József Színház tagja volt. Utoljára a 2017/2018-as évadban láthatta színpadon a közönség.

## Színpadi szerepei
- Woody Allen: Lebegő fénybuborékok - Steve
- Maugham: Csodás vagy, Júlia! - Roger
- Albee: Nem félünk a farkastól - Nick
- Maugham: Imádok férjhezmenni - Bill
- Óz, a nagy varázsló - Toto
- Webber: Jézus Krisztus Szupersztár - Péter
- Nemes Nagy Ágnes -Novák: Bors néni - Titilla
- Ibsen: Peer Gynt - Husszein
- Ábrahám-Kellér-Harmath-Szilágyi: 3:1 a szerelem javára - Pufi
- Katajev: A kör négyszögesítése - Abram
- Victor Hugo: Királyasszony lovagja - Alba, lakáj
- Dunajevszkij: Szabad szél - Foma
- Eisemann: Bástya sétány '77 - Bakos Ödön
- Wyspianski & Ady/Bodolay: A magyar menyegző - János, az első vőfély
- Shakespeare: Tévedések vígjátéka - Efezusi Antipholus
- Schwartz- Tebelak: Godspell - Júdás
- Moliere: Tartuffe - Cléante
- Mikszáth/Bodolay: A beszélő köntös - Péter, a Kikiáltó
- Hirson: La Bete (A bohóc) - De Brie
- Katona József: Bánk bán - Biberach
- Kovačevič: III. Radován - Pincér
- Weöres Sándor: Csalóka Péter - Csalóka Péter
- Shakespeare: A makrancos hölgy - Lucentio
- Moliere: Fösvény - Cleante
- Svarc: A király meztelen - Komornyik
- Moliere: Don Juan - Frici, paraszt
- Eisemann-Somogyi-Zágon: Fekete Péter - Gaston
- Shakespeare: Sok hűhó semmiért - Claudió
- Taviani-Morricone-Bodolay: Előre hát fiúk - Massimo
- Offenbach: Orfeusz az alvilágban - Merkur
- Bulgakov. Álszentek összeesküvése - Igazságos varga, a bolond
- Ruzzante: Az anconai özvegy - Menato
- Tasnádi: Malacbefőtt - Harsányi Dénes
- Karinthy: Játsszunk Micomackót - Tigris
- Sütő: Káin és Ábel - Ábel
- Molnár: A vörös malom - Alfonz
- Thuróczy: Mátyás mesék - Holló
- Shakespeare: Rómeó és Júlia - Péter, Júlia dajkájának szolgája
- Scribe: Adrienne - Bouillon herceg
- Gombrowicz: Yvonne, burgundi hercegnő - Cirill
- Beaumarchais: Figaro házassága - Cherubin
- Ivan Kusan / Tasnádi István: A balkáni kobra - Adam Zsazsics
- Balla Zsófia: Rózsa és Ibolya - Boldizsár
- Gosztonyi János: A mi Józsink - Binét Imre, hős
- Csehov: A Manó - Fjodor
- Schimmelpfennig: Berlin, Greifswalder Strasse - Férfi a kocsival
- Gozzi: A szarvaskirály - Truffaldino, Smeraldina szerelmese
- Bereményi - Horváth Károly: Laura - Madarász Csaba
- Büchner: Danton halála - Első polgár
- Gogol: Háztűznéző - Csócsálov, Baltazár Baltazárovics, tengerész
- Hasek: Svejk, a derék - a prágai Kehely vendéglő törzsvendége
- Móricz Zsigmond: Úri muri - Malmossy
- Collodi: Pinokkió - Kandúr
- Euripidész: Alkésztisz - Admétosz

## Díjai, elismerései
- Aranykecske-díj (2005)
- Pék Matyi-díj (2009), (2012)